# Pradera y matorral de las islas Tristán de Acuña y Diego Álvarez
La pradera y matorral de las islas Tristán de Acuña y Diego Álvarez es una ecorregión de la ecozona afrotropical, definida por WWF, constituida por el archipiélago de Tristán de Acuña y la isla de Diego Álvarez, también llamada Gough, en el sur del océano Atlántico.

## Descripción
Es una ecorregión de pradera formada por seis islas volcánicas y varios islotes, con una extensión total de unos 200 kilómetros cuadrados. Se trata de conos volcánicos de diversas edades, rodeados de acantilados de varios centenares de metros de altura.
El clima de las islas es oceánico templado, con pocas variaciones estacionales. La isla Diego Álvarez, a 425 km al sudeste del grupo principal, recibe el doble de precipitaciones anuales que este.

## Flora
En las zonas costeras salpicadas por agua salada dominan las matas de hierba Spartina arundinacea y Parodiochloa flabellata, aunque en Tristán de Acuña han sido eliminados en gran medida por el ganado. Más lejos del mar, entre los 300 y los 500 metros de altitud, se encuentran helechos arborescentes de las especies Histiopteris incisa y Blechnum palmiforme, mezclados con algunos ejemplares del árbol Phylica arborea. Hasta los 800 metros hay una vegetación más diversa y húmeda, formada por helechos, hierbas, ciperáceas, angiospermas y musgos. Por encima de los 600 metros se encuentran también turberas de musgos Sphagnum, en las que abundan la juncaginácea Tetroncium magellanicium y los juncos del género Scirpus. A mayor altitud, solo se encuentran pequeñas plantas en forma de cojín que crecen en las grietas y en algunos lugares expuestos.

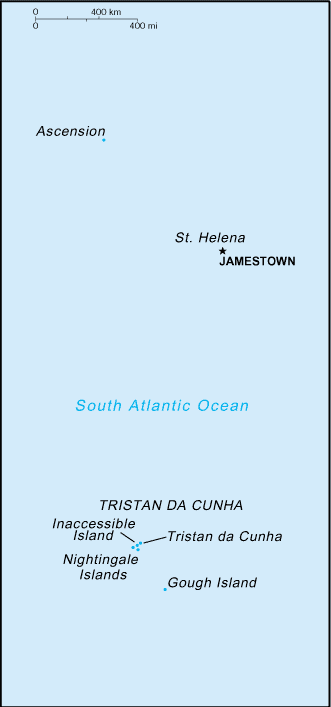
Mapa de las islas Tristán de Acuña y la isla Diego Álvarez (Gough).

## Fauna
Estas islas albergan algunas de las colonias de aves marinas más importantes del mundo; son la principal área de cría de especies como la pardela chica (Puffinus assimilis), la pardela capirotada (Puffinus gravis), el abanto marino antártico (Macronectes giganteus), el pingüino de Moseley (Eudyptes moseleyi), la pardela gorgiblanca (Procellaria aequinoctialis) y el albatros viajero (Diomedea exulans).
Solo dos mamíferos nativos crían en estas islas: el lobo marino subantártico (Arctocephalus tropicalis) y el elefante marino meridional (Mirounga leonina).
No hay mamíferos terrestres, ni reptiles, anfibios, ni peces de agua dulce nativos. Los invertebrados terrestres están muy poco estudiados.

## Endemismos
En Tristán de Acuña se encuentran tres géneros endémicos de aves:
- Atlantisia, con una única especie: el rasconcillo de Tristán de Acuña (Atlantisia rogersi), el ave no voladora más pequeña del mundo, que solo se encuentra en la isla Inaccesible.
- Nesocichla, también con una sola especie: el zorzal de Tristán (Nesocichla eremita).
- Nesospiza, con dos especies: el semillero ruiseñor (Nesospiza acunhae) y el semillero de Wilkins (Nesospiza wilkinsi).

Diego Alvares alberga dos aves terrestres endémicas:
- La gallineta de Gough (Gallinula comeri)
- El semillero de Gough (Rowettia goughensis)

Varias especies solo se reproducen en estas islas, como el petrel de Schlegel (Pterodroma incerta) y la pardela capirotada. 
Más de sesenta taxones de plantas se encuentran sólo en estas islas.

## Estado de conservación
En peligro crítico. Tristán de Acuña, la única isla del grupo habitada permanentemente, ha sufrido un alto grado de degradación a causa de la agricultura, la ganadería, la tala, el fuego y la introducción de especies exóticas. 

## Protección
En 1976, la isla Diego Álvarez y sus aguas fueron declaradas reserva de vida silvestre. En 1994, la isla Inaccesible fue declarada reserva natural. Ambas islas forman parte del Patrimonio de la Humanidad de la Unesco, desde 1995 y 2004, respectivamente.